# Ґрід
Ґрід (англ. Data grid) — це географічно розподілена інфраструктура, яка об'єднує множину різних типів, доступ до яких користувач може отримати з будь-якої точки, незалежно від місця їх розміщення. Ґрід надає колективний розподілений режим доступу до ресурсів і до зв'язаних з ними послуг в рамках глобально-розподілених організацій (підприємства які спільно використовують глобальні ресурси, бази даних, спеціалізоване програмне забезпечення).
Ґрід може розглядатися як розподілена система з неінтерактивних робочих навантажень, які включають в себе велику кількість файлів. Сітка обчислень відрізняється від звичайних високопродуктивних обчислювальних систем, таких як кластерних обчислень тим, що сітки комп'ютерів мають кожен вузол налаштований на виконання іншої задачі / програми. Комп'ютерні сітки також мають тенденцію бути більш різнорідними і географічно розосередженими (таким чином, не фізичні в поєднанні), ніж кластерні комп'ютери. Незважаючи на те, що одна сітка може бути присвячена певній програмі, зазвичай сітка використовується для різних цілей. Сітки часто побудовані із використанням бібліотек проміжного (зв'язувального) мережевого програмного забезпечення загального призначення. Розміри сітки може бути досить великим.
Ґрід є формою розподілених обчислень, у якій багато комп'ютерів об'єднані в один потужний віртуальний комп'ютер, і які працюють разом для виконання трудомістких завдань. Для деяких застосувань, «ґрід» обчислення можна розлядати як спеціальний тип паралельних обчислень які покладаються на цілі комп'ютери (обладнані процесорами, пам'ятю, живленням, мережевим інтерфейсом і тд.), під'єднані до комп'ютерної мережі (приватної або публічної) звичайним мережевим інтерфейсом, таким як Ethernet. Це все відрізняється від традиційного поняття суперкомп'ютера, який має багато процесорів, з'єднаних локальною високошвидкісною комп'ютерною шиною.

## Огляд
Ґрід обчислення з'єднує комп'ютери з багатьох адміністративних доменів для досягнення певних цілей, щоб вирішити одну задачу, і може потім зникнути. Однією з основних стратегій ґрід обчислень є використання проміжного ПЗ, яке може адаптуватися під завдання, що розв'язується в одному віртуальному домені, для того щоб розподілити шматки програм серед декількох комп'ютерів, іноді навіть серед тисяч. Грід-обчислення включає обчислення в розподіленому режимі, який також може включати агрегацію великомасштабних кластерів. Розмір сітки може варіюватися від слабо прикутих до мережі робочих станцій в межах корпорації, до сильно прикутих до мережі комп'ютерних робочих станцій публічної корпорації з багатьма компаніями та мережами. «Поняття обмеженою сітки може бути також відомо як співпраця Intra-вузлів у той час як поняття більшої, ширшої мережі таким чином, може ставитися до співпраці інтер-вузлів».
Сітки є однією з форм розподілених обчислень відповідно до якого «супер віртуальний комп'ютер» складається з безлічі мережевих слабозв'язаних комп'ютерів, що діють разом для виконання дуже великі завдання. Ця технологія була застосована для інтенсивних обчислень наукові, математичні та наукові проблеми за допомогою добровольця обчислень, і він використовується в комерційних підприємствах для таких різноманітних застосувань, як створення ліків, економічне прогнозування, аналіз сейсмічних даних і назад обробки даних в офісі підтримки e-комерції та вебсервісів.
Координація додатків на Грід системах може бути складним завданням, особливо коли координують потоки інформації через розподілені обчислювальні ресурси. Робочі потоки Ґрід були розроблені як спеціалізована форма систем робочих потоків, зроблених спеціально для того щоб створювати та виконувати серії обчислювальних кроків або кроків маніпуляції з даними, або робочих потоків у контексті Ґрід.

## Порівняння Ґрід та звичайних суперкомп'ютерів
«Розподілені» або «ґрід» обчислення загалом є спеціальним типом паралельних обчислень що покладається на цілі комп'ютери (з повною комплектацією), під'єднані до комп'ютерної мережі (приватної або публічної) звичайним мережевим інтерфейсом, в той час як звичайний суперкомп'ютер містить безліч процесорів, підключених до локальної високошвидкісної шини.
Основною перевагою розподілених обчислень є те, що окремий осередок обчислювальної системи може бути придбаний як звичайний неспеціалізований комп'ютер. Таким чином можна отримати практично ті ж обчислювальні потужності, що і на звичайних суперкомп'ютерах, але з набагато меншою вартістю.
Основним недоліком є те, що продуктивність різних процесорів і локальні зони зберігання не мають високошвидкісні з'єднання. Таке розташування, таким чином, добре підходить для застосувань, в яких кілька паралельних обчислень може мати місце незалежно один від одного, без необхідності спілкування проміжних результатів між процесорами. Високого класу масштабованість географічно розподілених мереж, як правило, сприятливий, в зв'язку з низькою потребою для з'єднання між вузлами по відношенню до ємності мережі Інтернет спільного користування.
Також є певні відмінності у програмуванні та устаткуванні. Писати програми які працюють у середовищі суперкомп'ютера, що може мати унікальну операційну систему, може бути дорого і складно. Якщо проблема може бути адекватно розпаралелена, тонкий шар ґрід-інфраструктури може дозволити звичайній програмі запуститись на декількох машинах. Це робить можливим написання та відлагоджування на одній машині, і виключає ускладення через декілька однакових програм запущених одночасно в спільній пам'яті і просторі збереження даних.

## Конструктивні міркування і різновиди
Одна особливість розподілених ґрід-систем це те що вони можуть бути сформовані з обчислювальних ресурсів які належать до декількох організацій (відомих як адміністративні домени). Це може полегшити комерційні транзакції або збірку волонтерських обчислювальних мереж.
Одним недоліком цієї особливості є те що комп'ютери які виконують обчислення не можуть бути повністю надійними. Розробники систем повинні риймати заходи, щоб запобігти тому, що шкідливі програми або збої посприяють отриманню неправильних, спотворених результатів, чи використання системи як вектор атаки. Це часто включає призначення роботи випадковому вузлу і перевірку чи хоча б два різні вузли надсилають однакову відповідь щодо даної роботи. Розбіжності відразу покажуть збій у системі або шкідливу програму. Проте, через відсутність централізованого контролю над обладнанням, немає гарантії що вузли не виведуть з ладу всю мережу у будь-який момент. Деякі вузли (наприклад, ноутбуки або комутованого інтернет-клієнтів) також можуть бути доступні для обчислень, але не мережу зв'язку для непередбачуваних періодів. Ці зміни можуть бути розміщені шляхом присвоєння великих одиниць роботи (тим самим знижуючи необхідність постійного підключення до мережі) і перепризначення одиниць роботи, коли даний вузол не в змозі повідомити свої результати в очікуваний час.
Публічні системи або адміністративні домени часто результують в потребу запуску на гетерогенних системах, використовуючи різні операційні системи і комп'ютерні архітектури.
З багатьма мовами, існує компроміс між інвестиціями в розробці програмного забезпечення та кількості платформ, які можуть бути підтримані (і, отже, розмір отриманої мережі). Крос-платформенні мови можуть знизити потребу цих компромісів, за рахунок високої продуктивності на будь-якому вузлі. Є різноманітні наукові та комерційні проєкти для використання певної пов'язаної сітки або для встановлення нових. BOINC є загальним для різних наукових проектів, спрямованих на громадських добровольців.
Насправді, проміжне програмне забезпечення можна розглядати як шар між апаратним та програмним забезпеченням. У верхній частині проміжного програмного забезпечення, ряд технічних областей повинні бути розглянуті, і вони можуть або не можуть бути залежними проміжного програмного забезпечення. Приклади областей включають управління SLA, довіру і безпеку, управління віртуальної організації, Управління ліцензіями, портали і управління даними. Ці технічні області можуть бути враховані в комерційному розчині, хоча передній край кожної області часто зустрічаються в рамках конкретних науково-дослідних проектів, які досліджують поле.

## Сегментація ринку ґрід-обчислень
Для сегментації ринку розподілених обчислень, повинні бути розглянуті дві перспективи: сторона постачальника і сторона користувача:

### Сторона провайдера (постачальника)
В цілому, ринок грід включає декілька специфічних ринків. Це сітка проміжного програмного забезпечення на ринку, ринок для додатків з підтримкою мережевих, утиліта на ринок обчислень, а також програмне забезпечення як-послуга (SaaS) ринку.
Проміжне ПЗ грід систем це специфічний програмний продукт, який включає обмін гетерогенними ресурсами та віртуальні організації. Воно інтегроване в існуючу інфраструктуру певної компанії або компаній, і надає спеціальний прошарок між інфраструктурою та користувачами. Основним проміжним ПЗ є Globus Toolkit, gLite, та UNICORE.
Утиліта обчислення називається наданням розподілених обчислень і додатків як служби або як утиліти відкритої сітки або як хостинг-рішення для однієї організації або ВО. Основні гравці на ринку комунальних обчислень є Sun Microsystems, IBM і HP.
Грід застосунки це спеціальне програмне забезпечення яке здатне скористатись інфраструктурою ґрід. Це можливо завдяки використанню проміжного ПЗ.
Модель пропозиції програмного забезпечення споживачеві як послуги (SaaS) коли постачальник розробляє вебзастосунок, розміщує його й управляє ним (самостійно або через третіх осіб) з метою та можливістю використання замовниками через інтернет. Замовники платять не за володіння програмним забезпеченням як таким, а за його використання (через прикладний програмний інтерфейс, що доступний через веб і часто використовує вебслужби). Близьким до терміну SaaS є термін «On-Demand» (за запитом).

### Сторона користувача
Для компаній на замовлення або для користувацької сторони ринку грід обчислень, відмінні сегменти мають значні наслідки для їх IT стратегії розгортання. Стратегія ІТ розгортання так як і тип ІТ інвестувань є важливими аспектами для понетціальних грід користувачів та відіграють важливу роль для грід.

## Історія
Термін «грід-обчислення» з'явився на початку 1990-х років, як метафора, що демонструє можливість простого доступу до обчислювальних ресурсів як і до електричної мережі (англ. Power grid) у збірнику під редакцією Яна Фостера і Карла Кессельмана «The Grid: Blueprint for a new computing infrastructure» (1999).
Використання вільного часу процесорів і добровільного комп'ютингу стало популярним наприкінці 1990-х років після запуску проєктів добровільних обчислень GIMPS в 1996 році, distributed.net в 1997 році і SETI @ home в 1999 році. Ці перші проєкти добровільного комп'ютингу використовували потужності приєднаних до мережі комп'ютерів звичайних користувачів для вирішення дослідницьких завдань, що вимагають великих обчислювальних потужностей.
Ідеї грід-системи (включаючи ідеї з областей розподілених обчислень, об'єктно-орієнтованого програмування, використання комп'ютерних кластерів, вебсервісів та ін.) були зібрані і об'єднані Яном Фостером, Карлом Кессельманом і Стівом Тікі, яких часто називають батьками грід-технології. Вони почали створення набору інструментів для грід-комп'ютингу Globus Toolkit, який включає не тільки інструменти менеджменту обчислень, але й інструменти управління ресурсами зберігання даних, забезпечення безпеки доступу до даних і до самого грід, моніторингу використання і пересування даних, а також інструментарій для розробки додаткових грід-сервісів. В даний час (2016) цей набір інструментарію є де-факто стандартом для побудови інфраструктури на базі технології грід, хоча на ринку існує безліч інших інструментаріїв для грід-систем як у масштабі підприємства, так і в глобальному.
Грід-технологія застосовується для моделювання та обробки даних в експериментах на Великому адронному колайдері (грід використовується і в інших завданнях з інтенсивними обчисленнями). На платформі BOINC в даний час ведуться активні обчислення понад 60 проєктів. Наприклад, проєкт Fusion (південь Франції, розробка методу отримання електрики за допомогою термоядерного синтезу на експериментальному реакторі ITER) також використовує грід (EDGeS @ Home). Під назвою CLOUD розпочато проєкт комерціалізації грід-технологій, в рамках якого невеликі компанії, інститути, які потребують обчислювальних ресурсах, але не можуть собі дозволити з тих чи інших причин мати свій суперкомп'ютерний центр, можуть купувати обчислювальний час гріду.
У 2007 році термін хмарних обчислень прийшов в популярності, який концептуально подібний до канонічного визначення Фостер розподілених обчислень (з точки зору обчислювальних ресурсів споживається як електроенергія з енергосистеми). Справді, розподілених обчислень часто (але не завжди), пов'язані з постачанням хмарних обчислювальних систем на прикладі системи AppLogic з 3tera.

### Прогрес в області розподілених обчислень
У листопаді 2006 року Сайдел отримав Fernbach премію Сідні на конференції з суперкомп'ютерів в місті Тампа, штат Флорида "За видатний внесок у розвиток програмного забезпечення для високопродуктивних обчислень і розподілених обчислень, щоб дозволити спільне чисельне дослідження складних проблем у фізиці, і., Зокрема, моделювання чорний діра зіткнення ". Ця нагорода, яка є однією з найвищих нагород в обчисленнях, був нагороджений за досягнення в області чисельного відносності.

## Найшвидші віртуальні суперкомп'ютери
- Станом на червень 2014, Bitcoin Network – 1166652 PFLOPS.[10]
- Станом на квітень 2013, Folding@home – 11.4 x86-еквівалентно (5.8 «рідне») PFLOPS.[11]
- Станом на березень 2013, BOINC – в середньому 9.2 PFLOPS.[12]
- Станом на квітень 2010, MilkyWay@Home більше ніж 1.6 PFLOPS, з великою кількістю ресурсів GPU.[13]
- Станом на квітень 2010, SETI@home в середньому більше 730 TFLOPS.[14]
- Станом на квітень 2010, Einstein@Home видає більше 210 TFLOPS.[15]
- Станом на червень 2011, GIMPS витримує 61 TFLOPS.[16]
- Станом на серпень 2015 року, BOINC — 139 PFLOPS.
- Станом на серпень 2015 року, Folding @ Home — 36,3 x86-еквівалентно PFLOPS.
- Станом на серпень 2015 року, Einstein @ Home 0,801 PFLOPS.
- Станом на серпень 2015 року, SETI @ Home 0,677 PFLOPS.
- Станом на серпень 2015 року, MilkyWay @ Home 0,381 PFLOPS.
- Станом на серпень 2015 року, GIMPS 0,235 PFLOPS.[17]

Крім того, Станом на серпень 2015 року мережа Bitcoin була обчислювальна потужність стверджував, що еквівалентно 4,873,841.62 PFLOPS. Проте, елементи цієї мережі може виконувати тільки один конкретний криптографічного хеш-обчислень, необхідний для протоколу Bitcoin. Вони не можуть виконувати спільне з плаваючою комою арифметичних операцій, тому їх обчислювальна потужність не може бути виміряна в FLOPS (кількості операцій з плаваючою точкою за секунду).

## Проєкти та застосунки
Грід обчислення пропонує рішення глобальних завдань, таких як згортання білків, фінансове моделювання, симуляцію землетрусів і моделювання клімату та погоди. Грід пропонує оптимальне використання ресурсів інформаційних технологій всередині організації. Він також надає інформаційні технології як обчислювальні утиліти для комерційних та не комерційних користувачів, котрі платять лише за те що вони використовують, так як з електрикою або з водою.
Сітка обчислення застосовується Національним науковим Фондом національної технології Grid, НАСА Інформація Power Grid, Pratt & Whitney, Bristol-Myers Squibb Co., і American Express.
Один цикл відкачуванням мережу SETI @ Home, який використовує більше 3 мільйонів комп'ютерів для досягнення стійких 23,37 терафлопс (979) прижиттєві терафлопс станом на вересень 2001 року.
Станом на серпень 2009 Folding@home досягнув більше ніж 4 petaflops на ~350,000 машинах.
BEinGRID (Business Experiments in Grid) був проєктом дослідження, фінансований Європейською Комісією як інтеграційний проєкт під спонсорством Шостої Фреймворк Програми (FP6). Стартувавши 1 Червня 2006, проєкт пропрацював 42 місяці, до листопада 2009. Проєкт був координований Atos Origin. Згідно бюлетеню проекту, їх місія полягає у «створенні ефективних маршрутів для сприяння прийняттю розподілених обчислень у всіх країнах ЄС і стимулювати дослідження в області інноваційних бізнес-моделей з використанням грід-технологій». Щоб витягти кращі практики і загальні теми з експериментальних реалізацій, дві групи консультантів аналізують ряд пілотів, один технічний, один бізнес. Проект має велике значення не тільки для його великої тривалості, але і для його бюджету, що на 24,8 млн євро, є найбільшим з будь-якого комплексного проекту FP6. З цієї суми 15,7 млн передбачено Європейською комісією, а інша частина його 98 беруть участь компаній-партнерів. З моменту закінчення проекту, результати BEinGRID були прийняті і продовженої IT-Tude.com.
Проєкт підключення Грід систем для E-sciencE, розташованого в Євросоюзі і включаючого сайти в Азії та США був подальшим проєктом для European DataGrid (EDG), котрий еволюціонував в European Grid Infrastructure. Європейська Грід Інфраструктура також була застосована в інший дослідженнях і експериментах таких як симуляція онкологічних клінічних випробувань.
Проект distributed.net було розпочато в 1997 році центр NASA Advanced Supercomputing (NAS) побіг генетичних алгоритмів за допомогою циклу поглинач Кондор працює на близько 350 Sun Microsystems і SGI робочих станцій.
У 2001 United Devices працює проект United Devices Cancer Research на основі свого продукту Сітка МП, який цикл-добровольців на прибирає сміття ПК, підключеного до Інтернету. Проект здійснювався на близько 3,1 млн машин до його закриття в 2007.
У 2011 більше 6.2 мільйона машин працювали з Berkeley Open Infrastructure for Network Computing (BOINC) платформою, члени якої є члени World Community Grid, яка очолює обчислювальну потужність зі своїм найшвидшим суперкомп'ютером (Китайським Tianhe-I).

### Ґрід у світі
1. 2001 р. Проєкт Tera-Grid — у США — фінансується Національним науковим фондом.
2. 2001—2004 рр. — Європейський проєкт DataGrid — створена інфаструктура обчислень та обміну даними для потреб європейських науковців.
3. 2004 р. — ЄС створив аналог Tera-Grid — консорціум DEISA. Об'єднав провідні національні суперкомп'ютерні центри країн ЄС.
4. З 2004 — Grid-мережа EGEE (Enabling Grids for E-sciens) — власне розвиток проєкту DataGrid. Виконується під керівництвом Європейського центру ядерних досліджень (ЦЕРН, Женева). Фінансується ЄС. У 2007 р. в проєкті беруть участь понад 70 наукових установ з 27 країни світу. Мета проєкту — побудова найбільшого у світі Grid.
5. З 2004 р. — Strategic Grid Computing Initiative — президентська програма США, мета якої — «створення єдиного національного простору високопродуктивних обчислень». На сьогодні у США вже функціонує декілька Ґрід-мереж, які обслуговують NASA, міністерство оборони та провідні наукові центри країни.
6. Проєкт Google стосовно створення глобальної Ґрід-системи. Це — один з найбільших приватних проєктів Ґрід, який ставить на меті перетворення комп'ютерингу на споживчу послугу для широкого загалу користувачів.
7. Китайський проєкт Ґрід — China-Grid (початок — 2000 р.). У 2006 р. завершено проєкт China Education Grid Project, який об'єднав комп'ютерні мережі найбільших китайських університетів.
8. З 2006 р. — початок спільного Ґрід-проєкту ЄС-Китай (EUChinaGRID), який об'єднає європейські і китайські Ґрід-структури.
9. Індійський національний Ґрід-проєкт GARUDA, мета якого — об'єднання 17 провідних наукових центрів країни.
10. GLORIAD — дотичний проєкт, що передбачає створення єдиної комп'ютерної мережі у Північній півкулі (США, Канада, Європа, Росія, Китай, Південна Корея).

### Ґрід в Україні
UGRID — проєкт створення національної української мережі Ґрід та інтеграції її у загальноєвропейську, підготовлений Національним технічним університетом «Київський політехнічний інститут».
У 2009 році Кабінетом Міністрів України з метою створення національної грід-інфраструктури та умов для широкого впровадження грід-технологій, зокрема підвищення пропускної спроможності оптоволоконних каналів зв'язку, розроблення спеціалізованого грідівського та адаптація для впровадження грід-технологій існуючого програмного забезпечення, підготовка фахівців з питань впровадження і застосування грід-технологій було затверджено Державну цільову науково-технічну програму впровадження і застосування грід-технологій на 2009—2013 роки. Основні виконавці — Міністерство освіти та науки України і Національна академія наук.
Ґрід-платформа (2004 р.) Інституту теоретичної фізики та Обчислювального центру Київського національного університету ім. Т. Г. Шевченка.
ІТФ розроблено Ґрід-проєкт для НАН України.
У лабораторії Ґрід-технологій ІТФ створено перший Ґрід-сегмент НАН України (об'єднує кластери ІТФ, ІКБГІ, ІМБГ, ГАО, КНУ, ІК, ІКД). Системним інтегратором по впровадженню більшості обчислювальних кластерів Ґрід-сегменту виступила компанія Юстар.
Ґрід-кластери (обчислювальний кластер, який є перспективним для включення у Ґрід-мережу) створені у:
- Харківському фізико-технічному інституті
- Національному технічному університеті «Київський політехнічний інститут»
- Інституті теоретичної фізики НАН України (ІТФ)
- Інститут фізики напівпровідників імені В. Є. Лашкарьова НАН України (ІФН)
- Київському національному університеті ім. Т. Г. Шевченка (КНУ)
- Державна установа «Інститут харчової біотехнології та геноміки НАН України» (ІХБГ)
- Інституті молекулярної біології і генетики НАН України (ІМБГ)
- Головній астрономічній обсерваторії (ГАО)
- Інституті фізики конденсованих систем (ІФКС)
- Інституті кібернетики НАН України (ІК)
- Інституті космічних досліджень (ІКД)

Ще у восьми академічних інститутах Києва, Харкова і Дніпропетровська створюються Ґрід-кластери.
Вже існуючі українські Ґрід-сегменти і Ґрід-кластери інтегруються у загальноєвропейську систему. Ґрід-співпраця вже існує через ЦЕРН (Женева), в рамках AliEn-grid, AstroGrid-D.
І це коло розширюється.
З розвитком українського Ґрід-сегменту очікується якісний і кількісний стрибок у розвитку українського Інтернету.

### Структура ґрід-системи ЦЕРНа
Ґрід-система ЦЕРНа, призначена для обробки даних, що надходять з Великого адронного коллайдера, має ієрархічну структуру.
Найвища точка ієрархії, нульовий рівень — CERN (отримання інформації з детекторів, збір «сирих» наукових даних, які зберігатимуть до кінця роботи експерименту). За перший рік роботи планують зібрати до 15 петабайт (тисяч терабайт) даних першої копії.
Перший рівень, Tier1 — зберігання другої копії цих даних в інших куточках світу (11 центрів: в Італії, Франції, Великій Британії, США, на Тайвані, а один центр першого рівня — CMS Tier1 — в ЦЕРНі).
Tier2 — численні центри другого рівня. Наявність великих ресурсів для зберігання даних не обов'язкова; мають хороші обчислювальні ресурси. Російські центри: у Дубні (ОІЯД, Об'єднаний інститут ядерних досліджень), три центри в Москві (НДІЯФ МДУ, ФІАН, ІТЕФ — Інститут теоретичної та експериментальної фізики), Троїцьку (ІЯД, Інститут ядерних досліджень), Протвино (ІФВЕ, Інститут фізики високих енергій) та Гатчині (ПІЯФ). Крім того, в єдину мережу з цими центрами зв'язані і центри інших країн-учасниць ОІЯД — в Харкові, Мінську, Єревані, Софії, Баку та Тбілісі.
Понад 85 % всіх обчислювальних задач ВАК зараз виконується поза ЦЕРНом, з них понад 50 % на центрах другого рівня.

## Визначення
СЬогодні є багато визначень що таке ґрід обчислення:
- У своїй статті «What is the Grid? A Three Point Checklist»,[5] Ian Foster описує такі атрибути:
  - Обчислювальні ресурси не адмініструються централізовано.
  - Використані відкриті стандарти.
  - Досягнути нетривіальна якість сервісу.
- Plaszczak/Wellner[25] визначає грід технологію як "технологія яка включає ресурси віртуалізації, підготовку на вимогу і сервіс(ресурс) спільний між організаціями.
- IBM визначає ґрід обчислення як «здатність використовувати набір відкритих стандартів і протоколів, щоб отримати доступ до програм та даних, оброблювальних потужностей, ємність і широкий масив інших обчислювальних ресурсів в інтернеті. Грід це тип паралельних та розподілених систем що включає обмін, вибір, агрегацію ресурсів розподілених між багатьма адміністративними доменами, заснованими на їх(ресурсів) доступності, місткості, продуктивності, вартості та якості вимог для користувача.»[26]
- Ранішній приклад поняття обчислень як утиліти був наведений Фернандо Корбато в 1965 році. Корбато та інші дизайнери Multic operating system An earlier example of the notion of computing as utility was in 1965 by MIT's Fernando Corbató. Corbató and the other designers of the Multics operating system бачили комп'ютерний об'єкт працюючий «як енергетична або водяна компанія».[27]

### Пов'язані поняття
- Мобільність коду
- Хмарні обчислення
- Еволюція Грід
- ґрід обчислення

### Союзи та організації
- Відкритий форум Грід
- Object Management Group

### Виробники Ґрід
- European Grid Infrastructure
- Enabling Grids for E-sciencE
- INFN Production Grid
- NorduGrid
- OurGrid
- Sun Grid
- Techila
- Xgrid

### Інтернаціональні проєкти
| Назва                                                                                 | Регіон                   | Початок       | Кінець                                  |
| ------------------------------------------------------------------------------------- | ------------------------ | ------------- | --------------------------------------- |
| European Grid Infrastructure (EGI)                                                    | Європа                   | Травень 2010  | Грудень 2014                            |
| Open Middleware Infrastructure Institute Europe (OMII-Europe)                         | Європа                   | Травень 2006  | Травень 2008                            |
| Enabling Grids for E-sciencE (EGEE, EGEE II and EGEE III)                             | Європа                   | Березень 2004 | Квітень 2010                            |
| Grid enabled Remote Instrumentation with Distributed Control and Computation (GridCC) | Європа                   | Вересень 2005 | Вересень 2008                           |
| European Middleware Initiative (EMI)                                                  | Європа                   | Травень 2010  | активний                                |
| KnowARC                                                                               | Європа                   | Червень 2006  | Листопад 2009                           |
| Nordic Data Grid Facility                                                             | Скандинавія та Фінляндія | Червень 2006  | Грудень 2012                            |
| World Community Grid                                                                  | Глобальна                | Листопад 2004 | активний                                |
| XtreemOS                                                                              | Європа                   | Червень 2006  | (Травень 2010) продовж. до Вересня 2010 |
| OurGrid                                                                               | Бразилія                 | Грудень 2004  | активний                                |

### Національні проєкти
- GridPP (Велика Британія)
- CNGrid (Китай)
- D-Grid (Німеччина)
- GARUDA (Індія)
- VECC (Індія)
- IsraGrid (Ізраель)
- INFN Grid (Італія)
- PL-Grid (Польща)
- National Grid Service (Велика Британія)
- Open Science Grid (США)
- TeraGrid (США)
- Grid5000 (Франція)

### Стандарти та програмні інтерфейси
- Distributed Resource Management Application API (DRMAA)
- A technology-agnostic information model for a uniform representation of Grid resources (GLUE)
- Grid Remote Procedure Call (GridRPC)
- Grid Security Infrastructure (GSI)
- Open Grid Services Architecture (OGSA)
- Open Grid Services Infrastructure (OGSI)
- A Simple API for Grid Applications (SAGA)
- Web Services Resource Framework (WSRF)

### Програмна реалізація та проміжне ПЗ
- Advanced Resource Connector (NorduGrid's ARC)
- Altair PBS GridWorks
- Berkeley Open Infrastructure for Network Computing (BOINC)
- DIET
- Discovery Net
- European Middleware Initiative
- gLite
- Globus Toolkit
- GridWay
- OurGrid
- Portable Batch System (PBS)
- Platform LSF
- LinuxPMI
- ProActive
- Platform Symphony
- SDSC Storage resource broker (data grid)
- Simple Grid Protocol
- Sun Grid Engine
- Techila Grid
- UNICORE
- Univa Grid Engine
- Xgrid
- ZeroC ICE IceGrid

### Фреймворки для моніторингу
- GStat